# Ciuvani
I ciuvani (in russo чува́нцы) sono un gruppo etnico della Russia e fanno parte dei 40 popoli indigeni meno numerosi della Russia, una categoria di etnie ufficialmente riconosciuta dal governo russo. Secondo il censimento del 2002, vi erano 1087 ciuvani in Russia.
Oggi molti ciuvani vivono nel circondario autonomo della Čukotka, nell'Estremo Oriente russo. Secondo alcune ricerche di etnologi all'inizio degli anni novanta, le persone che si possono considerare ciuvani in Russia sono classificati secondo due tipologie: da un lato, alcuni di loro vivono in piccoli villaggi delle tundre, molti dei quali parlano la lingua ciukcia oltre al russo avendo intrapreso stretti rapporti con il popolo dei ciukci; dall'altro alcuni, come quelli che vivono nella città di Markovo sul fiume Anadyr conducono uno stile di vita più "metropolitano" e non comprendono il ciukcio.
I vari resoconti storici descrivono i ciuvani come un popolo appartenente al gruppo jukaghiro. Questo popolo si sarebbe poi spostato lungo il corso del fiume Anjuj nel XVII secolo. In questo periodo vivevano unicamente di caccia, pesca e agricoltura itinerante. Nel XVIII secolo una parte di essi si ritirò in modo stabile nelle zone del fiume Kolyma e si integrò nel popolo russo. Un'altra parte fu assimilata dai coriachi e dai ciukci.